# Citizen Cuenca United
El Citizen Cuenca United fue un equipo de fútbol conformado por jugadores del Citizen AA de Hong Kong y del Deportivo Cuenca de Ecuador, únicamente para disputar la Lunar New Year Cup 2014 que se realizó del 31 de enero al 3 de febrero de 2014.

## Historia
Para la Lunar New Year Cup 2014 en un principio fue invitado el Club Sport Emelec de Ecuador, pero debido a que este club declinó la invitación, se llegó a un acuerdo con otro club ecuatoriano, el Deportivo Cuenca, equipo que aceptó la invitación y pidió el permiso respectivo para participar a la Conmebol. Ya que la Federación Ecuatoriana de Fútbol no permitió al club cuencano diferir dos partidos, el club anfitrión del torneo, Citizen AA de Hong Kong solicitó unirse al Deportivo Cuenca para el torneo, por lo que solo 10 jugadores y el director técnico del equipo ecuatoriano viajaron a China para la copa, dejando otra parte del club en el Ecuador para jugar los partidos del campeonato local.
Días antes del torneo Deportivo Cuenca y Citizen AA jugaron entre sí un amistoso de entrenamiento, que ganó el equipo ecuatoriano 2-0, con goles de Freddy Araujo y Walter Zea. Ya unidos como un solo equipo, Citizen Cuenca United clasificó a la final de la Lunar New Year Cup 2014 al empatar 2-2 marcando 2 goles en los últimos 3 minutos y ganar 4-2 en penales al PFC Krylia Sovetov Samara de Rusia. La final del torneo el Citizen Cuenca United la disputó contra el Olhanense de Portugal, equipo que en su semifinal venció en penales al FC Tokyo de Japón. Citizen Cuenca United se impuso 2-0 al Olhanense para consagrarse campeón del torneo.

## Plantel de jugadores
1	GK	  Cristhian Mora - 26 de agosto de 1979 - Deportivo Cuenca

2	DF	  Ronaldo Johnson - 15 de abril de 1995 - Deportivo Cuenca

3	DF	  Wong Yiu Fu - 6 de agosto de 1981 - Citizen

4	DF	  Sham Kwok Fai - 30 de mayo de 1984 - Citizen

5	MF	  Marko Krasić - 1 de diciembre de 1985 - Citizen

7	MF	  Festus Baise - 11 de abril de 1980 - Citizen

8	MF	  So Loi Keung - 27 de octubre de 1982 - Citizen

9	FW	  Stefan Pereira - 16 de abril de 1988 - Citizen

10	FW	  Yuto Nakamura - 23 de enero de 1987 - Citizen

11	MF	  Boris Si - 27 de julio de 1994 - Citizen

14	MF	  Chan Siu Yuen - 2 de noviembre de 1987 - Citizen

15	MF	  Alejandro Frezzotti - 15 de febrero de 1984 - Deportivo Cuenca

16	MF	  Tam Lok Hin - 12 de enero de 1990 - Citizen

17	MF	  Galo Corozo - 20 de agosto de 1990 - Deportivo Cuenca

18	FW	  Sham Kwok Keung - 10 de septiembre de 1985 - Citizen

19	FW	  Paulinho Piracicaba - 16 de enero de 1983 - Citizen

20	FW	  Silvio Gutiérrez - 28 de febrero de 1993 - Deportivo Cuenca

21	FW	  Freddy Araújo - 10 de septiembre de 1993 - Deportivo Cuenca

23	DF	  Hélio José de Souza Gonçalves - 31 de enero de 1986 - Citizen

24	MF	  Walter Zea - 7 de enero de 1985 - Deportivo Cuenca

25	MF	  Adrián Arias - 15 de octubre de 1994 - Deportivo Cuenca

26	DF	  Andrés López - 4 de febrero de 1993 - Deportivo Cuenca

27	DF	  Chan Hin Kwong - 27 de febrero de 1988 - Citizen

28	FW	  Joffre Escobar - 24 de octubre de 1996  - Deportivo Cuenca

29	GK	  Tse Tak Him - 10 de febrero de 1985 - Citizen

30	FW	  Detinho - 11 de septiembre de 1973 - Citizen

## Palmarés

### Torneos internacionales
- Lunar New Year Cup: 2014